# ゲンドウミサイル
ゲンドウミサイル（GENDOU MISSILE）は、日本のパンク・ロックバンド。

## 略歴
1985年結成。 1985年ナゴムレコードよりデビュー。 デビュー当時は義理と人情を歌い上げる楽曲が人気を得ていた。その後、太陽レコード、ビクターレコード、HOLD UPレコードより、音源、ビデオを発売。ゲンドウ節とも呼ばれる特異な歌唱方法で、1980年代のパンクロックブームで多くのバンドが活動する中、異色な注目を集める。1989年に解散。
2001年に再結成。中現レコードより2枚組アルバム「ゲンドウ狂時代到来」を発表。 
2006年、2008年にディスクユニオンより、「ギラつかせてろ！」「マイロードブルース」を発表。 
2012年、youthよりCD＋DVDアルバム「夜桜極蔵の青春の光1」「夜桜極蔵の青春の光2」を発表。
その後もボーカル極蔵以外何度もメンバーチェンジを繰り返し、2014年「スーパーイエロー」発表。現在のメンバーの、Vo.夜桜極蔵 Gt.Giragira Akira B.BATA Dr.koichiroになり2016年「死ぬまでブっ飛んでいたいぜ馬鹿と呼ばれても」2017年「浪漫はどこだ！」を発表し、全国をノーギャラ、ノー交通費でツアーを回ると言う夜桜ファンドを行う。
2019年5月19日に12曲フルアルバム「蹴り飛ばせ！喝入れろ‼」を発表する。

## メンバー
- 夜桜極蔵 .Vo 【オリジナルメンバー】
- Giragira Akira（ギラギラアキラ）.Gt
- BATA（CRANKS）.B
- koichiro .Dr

## サポートメンバー
- ヒロタテツ（KING ZABOOON）ギター
- アキタ（ザ☆ペラーズ）ギター
- カツタ（EXTINCT GOVERNMENT）ベース
- JESUS（THE THUNDERROADS）ベース

## ライブ
ライブ中のMCが人気を呼んでいる。
1.
（バンド）ゲンドウミサイル!!　（客）ゲゲゲのゲ!!
（バンド）夜桜極蔵!!　　　　　（客）男前!!
（バンド）それ!!　　　　　　　（客）当たり前!!
2.
（バンド）そーだろみんな!!　　（客）そうだー!!

3.
（バンド）30過ぎたら!!　　　　（客）みないっしょ!!
等のコールアンドレスポンスが存在する。